# Chronologie de l'invasion de l'Ukraine par la Russie (novembre 2022)
Pour un article plus général, voir Invasion de l'Ukraine par la Russie.
Cet article fait partie de la chronologie de l'invasion de l'Ukraine par la Russie et présente une chronologie des événements clés de ce conflit durant le mois de novembre 2022.
Pour les événements précédents, voir Chronologie de l'invasion de l'Ukraine par la Russie (octobre 2022).
Pour les événements suivants, voir Chronologie de l'invasion de l'Ukraine par la Russie (décembre 2022).

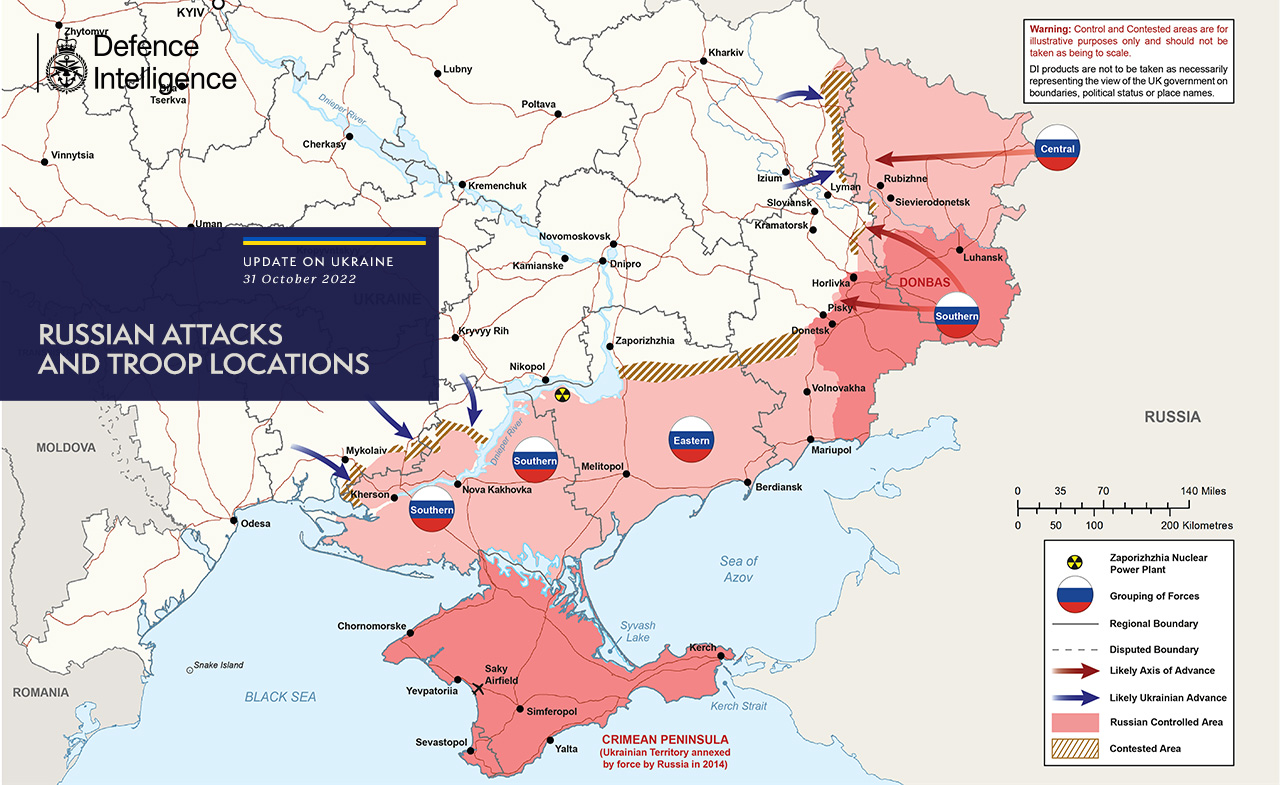
Situation au 31 octobre 2022
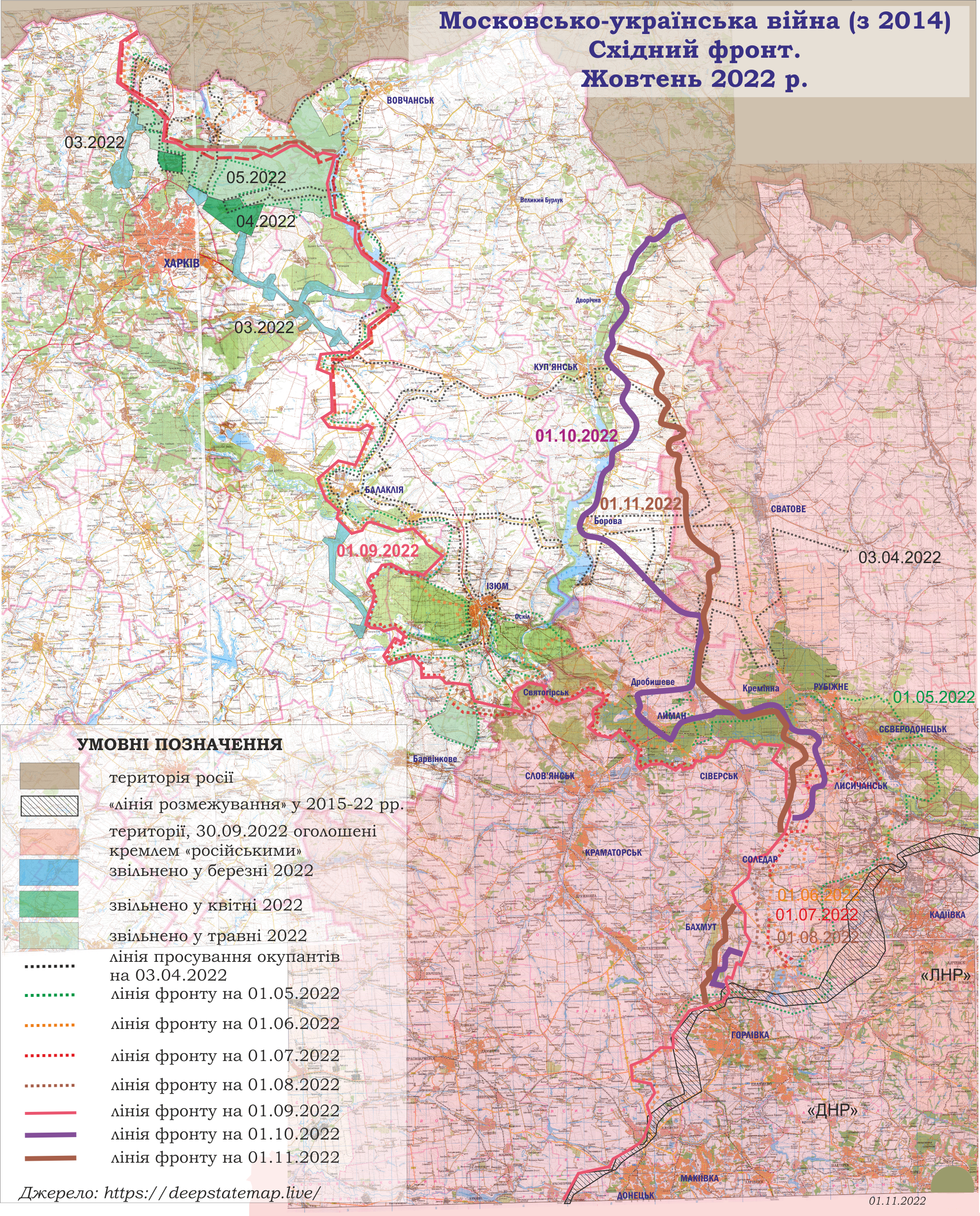
Front de l'Est, fin octobre 2022
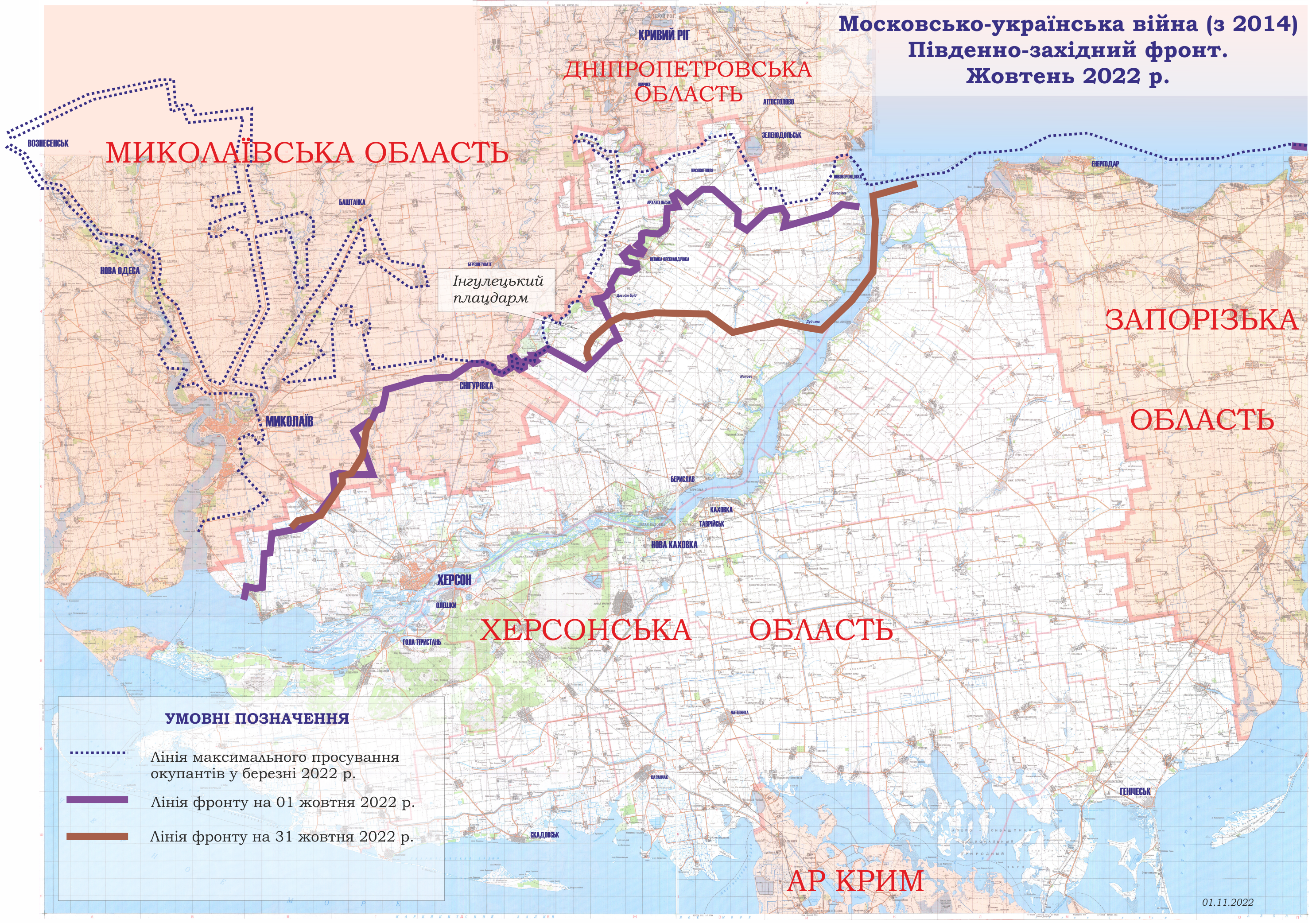
Front Sud-Ouest, fin octobre 2022

## Chronologie des évènements

### 1ernovembre
Le gouverneur installé par Moscou à Kherson, Vladimir Saldo, déclare « Nous allons réinstaller et transférer jusqu’à 70 000 personnes se trouvant actuellement dans une bande de quinze kilomètres de profondeur sur la rive gauche du fleuve Dnipro, en raison d'une possible attaque de missile sur un barrage situé sur le fleuve et dont la destruction entraînerait l'inondation de la rive gauche ». Le 20 octobre dernier, le Président Volodymyr Zelensky avait accusé les Russes d’avoir « miné le barrage de la centrale hydroélectrique de Kakhovka, située dans la région occupée de Kherson ».

### 2 novembre
L'AFP indique que d’importantes destructions ont eu lieu dans le village de Bilozerka, sur le front de Kherson, où les forces russes fortifient leurs positions en vue d'un prochain assaut ukrainien.
La Russie annonce avoir reçu des garanties écrites de la part de l'Ukraine concernant la démilitarisation du corridor humanitaire utilisé pour le transport de grains ukrainiens. Les exportations reprennent donc, alors qu'elles étaient suspendues depuis le 29 octobre, à la suite de l'attaque qui avait visé la flotte russe de Sébastopol. Parallèlement, la Russie annonce disposer de « preuves » de l'implication des services secrets britanniques dans l'attaque de Sébastopol ainsi que dans les explosions des gazoducs Nordstream en septembre.

### 3 novembre
L'Agence internationale de l'énergie atomique affirme n'avoir décelé à ce stade aucune preuve d'une activité nucléaire non déclarée sur les 3 sites inspectés. L'Ukraine est accusée par Moscou d'avoir effacé les preuves de préparation d'une « bombe sale » visant la Russie.
Sept cargos chargés de céréales ont pu quitter les ports ukrainiens et vont emprunter le couloir humanitaire sécurisé en mer Noire qui a déjà permis d'exporter 9,7 millions de tonnes de céréales depuis l'Ukraine. Selon le ministère turc de la Défense, 426 bateaux ont déjà suivi ce trajet sécurisé depuis le 1er août.
Le G7 convient d'une nouvelle aide humanitaire en annonçant la livraison de pompes à eau, des appareils de chauffage, ou encore des lits et des couvertures.
Selon le Centre national de résistance de l'armée ukrainienne, entre le 31 octobre et le 3 novembre, les forces russes ont volé environ 15 000 objets exposés dans les musées, les églises etc.. de la région de Kherson et en particulier dans le musée Oleksiy Chovkounenko de la ville de Kherson. Les monuments du commandant de la marine Fiodor Ouchakov et des commandants Alexandre Souvorov et Vassili Marguelov ont également été retirés et transportés,.
Le journal britannique The Guardian, indique : « Les troupes russes emportent des ambulances, des tracteurs et des voitures privées volées. Des objets culturels disparaissent également : des archives, des peintures et des sculptures des musées d’art et de culture locale. Même les ossements de Grigori Potemkine, ami et amant de la Grande Catherine, ont été arrachés d'une crypte de la cathédrale Sainte-Catherine et emportés. ». Les soldats russes ont également pillé les maisons des résidents locaux, volant divers appareils ménagers.
Selon le Centre national de résistance, quatre camions transportant des œuvres d'art volées sont arrivés à Simferopol en Crimée occupée.

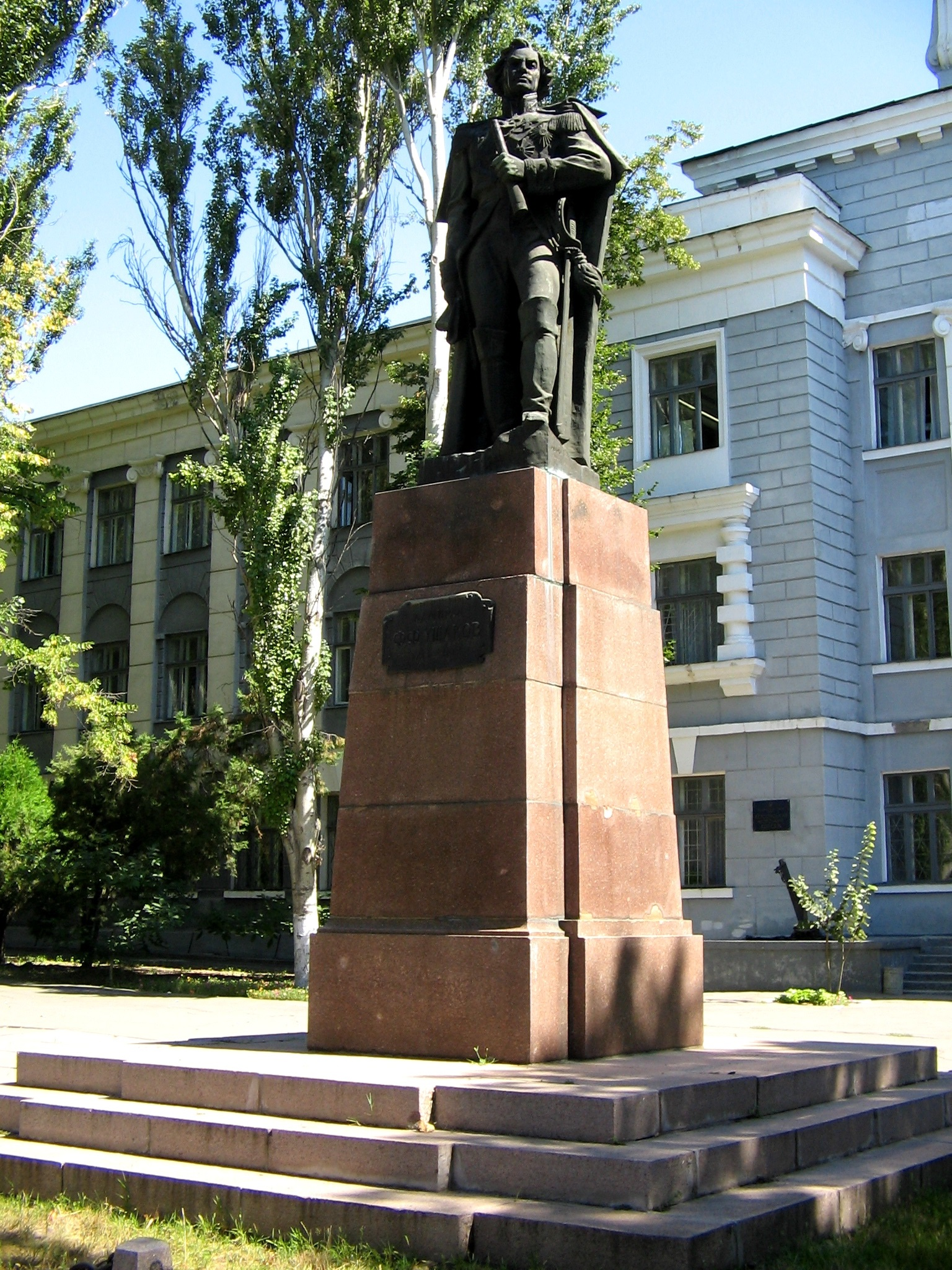
Monument à Fiodor Ouchakov à Kherson (démantelé)
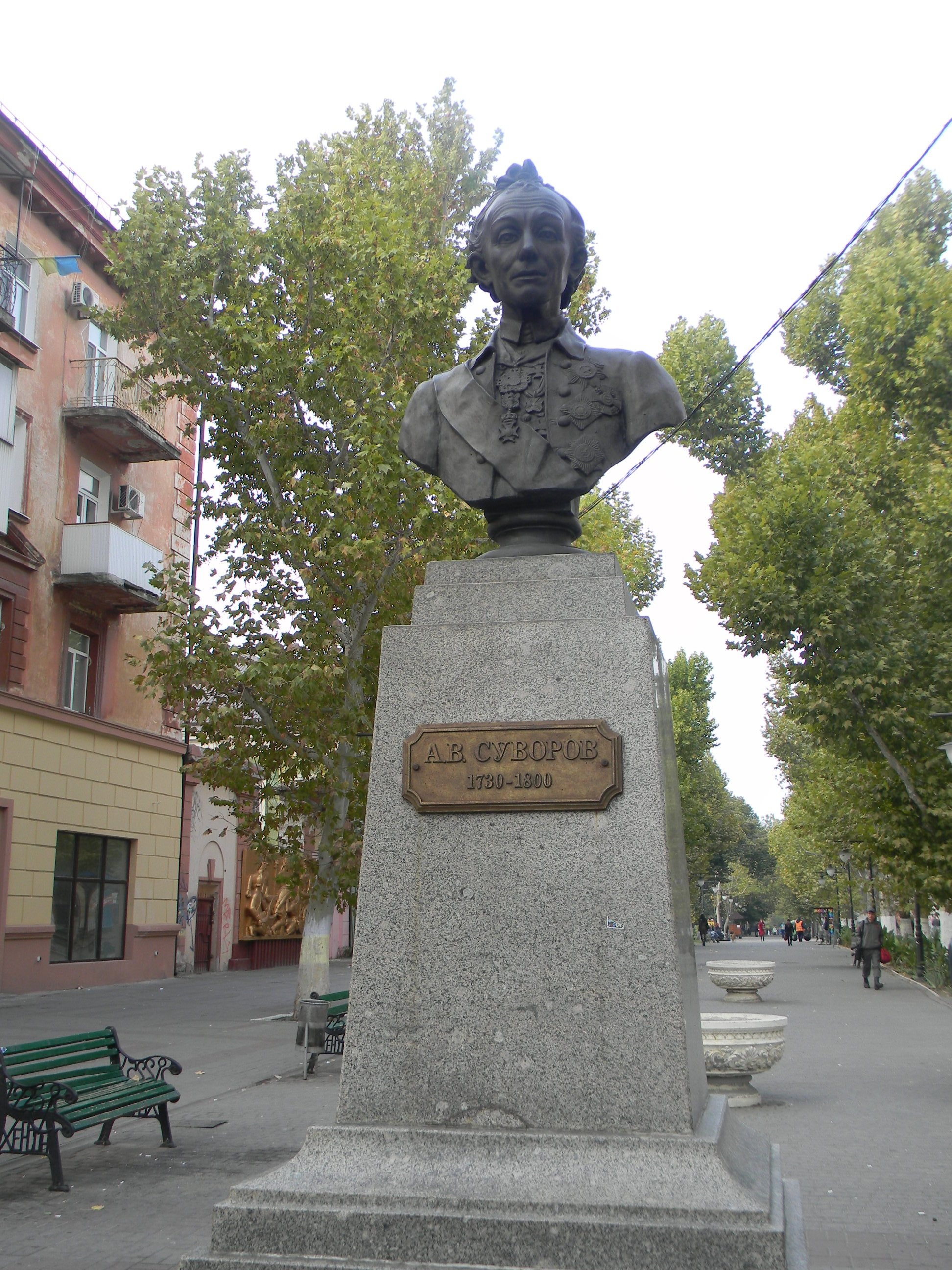
Buste d'Alexandre Souvorov à Kherson (démantelé)

### 4 novembre
Le chancelier allemand Olaf Scholz a, lors d'une visite à Pékin, demandé au président chinois Xi Jinping de faire jouer « son influence » sur la Russie afin qu'elle mette un terme à sa « guerre d'agression » contre l'Ukraine. Il a également appelé Vladimir Poutine à « ne pas refuser » la prolongation de l'accord sur les exportations de céréales ukrainiennes, qui doit expirer le 19 novembre.
Le groupe de paramilitaires Wagner a inauguré son premier quartier général public à Saint-Pétersbourg en Russie. D'après l'homme d'affaires russe Evguéni Prigojine, le fondateur du groupe de paramilitaires a déclaré que le centre servirait à « héberger des inventeurs, des designers et des informaticiens ».
L'administration américaine annonce qu'une aide militaire de 400 millions de dollars pour financer la modernisation de char T-72 et des missiles HAWK. La porte-parole adjointe du Pentagone, Sabrina Singh a déclaré que les « chars proviennent de l’industrie de défense tchèque, et les États-Unis paient pour la modernisation de 45 d’entre eux, tandis que les Pays-Bas ont pris le même engagement », elle a précisé que certains seraient prêts dès la fin décembre, tandis que d’autres devraient être livrés courant 2023. En plus de cela, l'aide comprend 1100 drones Phoenix Ghost, 40 vedettes maritimes de patrouille blindées, et le financement de la rénovation de 250 véhicules blindés M1117 (en).
En plus de cette assistance sécuritaire, les États-Unis étudient les moyens d’aider l’Ukraine à réparer ses infrastructures indispensables d’électricité et d’approvisionnement en eau pilonnées ces dernières semaines par la Russie.
Dans le Donbass de violents combats se poursuivent à Bakhmout et Soledar, oblast de Donetsk.

### 5 novembre
Le ministre des affaires étrangères iranien, Hossein Amir Abdollahian, reconnait la livraison de drones iraniens à la Russie avant le début de la guerre : « Nous avons fourni à la Russie un nombre limité de drones, des mois avant la guerre en Ukraine ».
Les autorités d'occupation russe annoncent avoir remis à Melitopol une statue de Lénine qui avait été déboulonnée lors de la révolution de 2014.
Au 255e jour de l'invasion de l'Ukraine par la Russie, les forces armées ukrainiennes évaluent les pertes russes à plus de 75 400 soldats tués et estiment les pertes d’équipements militaires à 2 758 chars, 277 avions, et 260 hélicoptères.

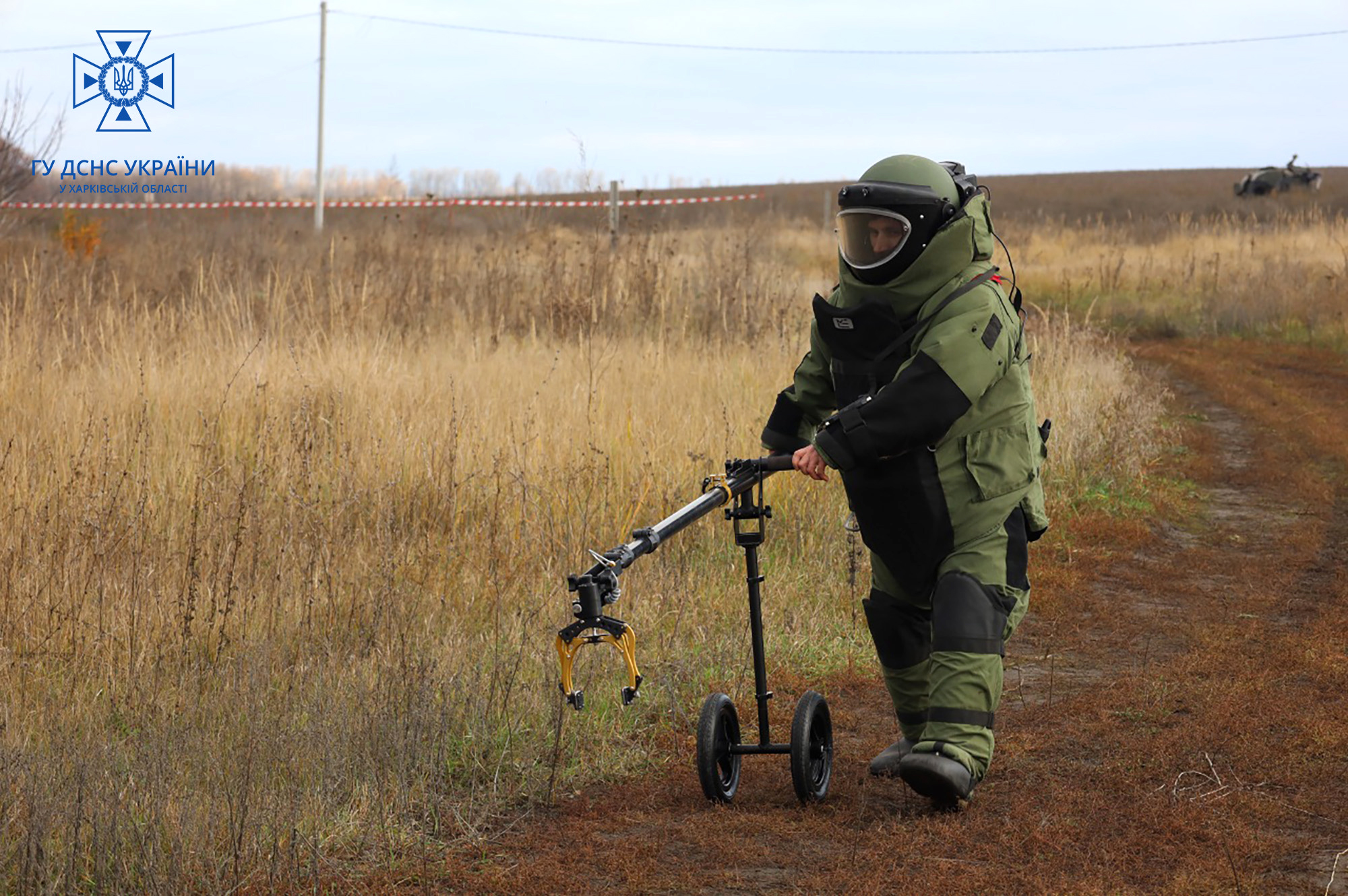
Déminage dans l'oblast de Kharkiv.

### 6 novembre
Les autorités d'occupation russes de la région de Kherson affirment : « Aujourd'hui à 10 heures [9 heures, heure de Paris], six missiles Himars ont été lancés. Les unités de défense antiaérienne en ont abattu cinq, dont un a touché l'écluse de la centrale hydroélectrique de Kakhovka, qui a été endommagé », et ajoutent quelques heures plus tard : « À la suite d'une attaque terroriste, organisée par la partie ukrainienne, trois pylônes en béton portant des lignes à haute tension ont été endommagés sur l'axe Beryslav-Kakhovka. Il n'y a, actuellement, ni électricité ni eau dans la ville et dans certains districts de la région ».
Le 20 octobre dernier, Volodymyr Zelensky avait accusé les Russes d'avoir « miné » le barrage de la centrale hydroélectrique de Kakhovka, pour couvrir leur retraite de la rive droite du Dnipro et empêcher ou retarder les avancées ukrainiennes sur le fleuve ».
Yaroslav Yanouchevytch, chef de l’administration militaire ukrainienne de la région de Kherson, affirme que « l'armée russe a fait exploser des lignes à haute tension sur une longueur de 1,5 km à Beryslav. Les occupants ont également détruit des lignes à haute tension menant à la ville de Kherson, provoquant des problèmes d’approvisionnement pour la ville et d'autres municipalités. Plus de 10 localités de la région sont actuellement sans courant. »
Dans un discours vidéo, le Président Volodymyr Zelensky a indiqué « Les attaques russes très intenses sur la région de Donetsk se poursuivent. L'ennemi y subit de sérieuses pertes et concentre des forces et des moyens en vue d'une éventuelle répétition d’attaques massives contre les infrastructures, l'énergie en premier lieu ».
Le prêtre russe Mikhail Vasilyev (ru), important soutien de la guerre en Ukraine, est tué « dans la zone de l’opération militaire spéciale en Ukraine, alors qu’il exerçait ses fonctions pastorales ».

Oblast de Donetsk sous contrôle ukrainien en jaune, territoire occupé par la Russie en rose, territoire occupé par la Russie puis récupéré par l'Ukraine en cyan et territoire contrôlé par la Russie et le RPD depuis 2014 en marron.
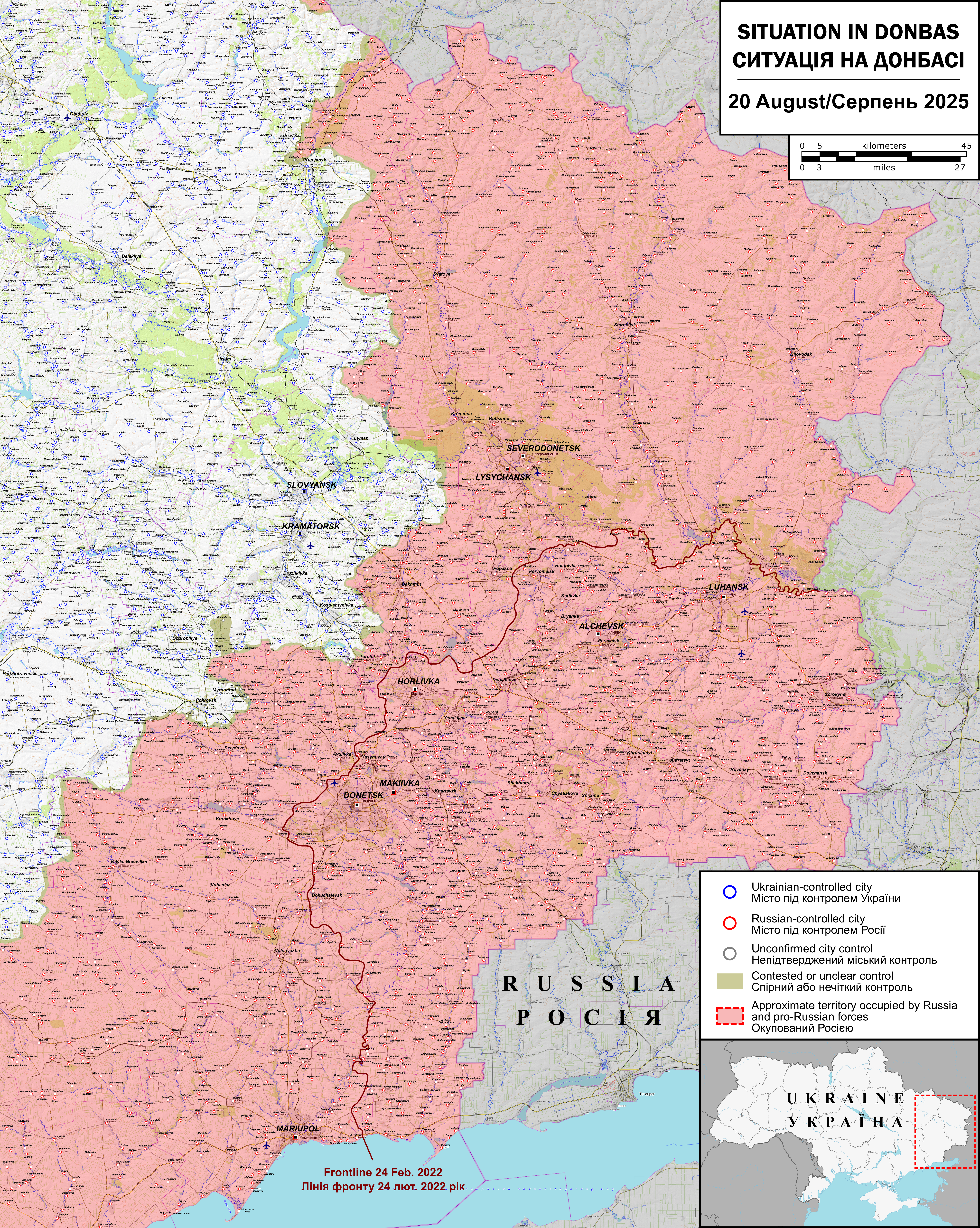
Carte de la situation dans le Donbass au 30 octobre 2022.

### 7 novembre
L'Ukraine annonce avoir reçu de la part des États-Unis, de l'Espagne et de la Norvège les systèmes de défense aérienne NASAMS (qui utilise le missile AIM-120 AMRAAM) et Aspide destinés à contrer les bombardements russes d'infrastructures critiques.
Le ministère de la défense russe dément la perte des centaines d'hommes de la 155e brigade d'infanterie de marine de la flotte du Pacifique également appelée 155e brigade de marine de la Garde dans une offensive infructueuse sur le village de Pavlovka dans l'est de l'Ukraine.

### 8 novembre
Le journal en ligne russe Verstka révèle qu'un bataillon russe venait de subir de très lourdes pertes aux alentours de Svatove, oblast de Louhansk, affirmant qu'en de trois jours de bombardements continus par l'artillerie ukrainienne sur 570 combattants russes d'un bataillon, seuls 40 auraient survécu.
Selon le renseignement britannique « deux usines produisent des structures antichars en béton, des « dents de dragon ».
Ces dernières sont disposées entre Marioupol et Nikolske, oblast de Donetsk, ainsi qu'entre le nord de Marioupol et Staryï Krym. ».

### 9 novembre
Vladimir Poutine a déclaré « sur les quelque 320 000 personnes mobilisées, 80 000 d'entre elles se trouvaient actuellement dans la zone de l'opération militaire spéciale et que 50 000 sont incorporées dans des unités de combat, les autres ne prennent pas encore part aux combats. ».
Le Président Volodymyr Zelensky affirme que les « forces russes attaquent sur le front de Donetsk, dans l'est de l'Ukraine, plusieurs dizaines de fois par jour et subissent des pertes extraordinairement élevées ».
Kirill Stremooussov, chef adjoint de l'administration de la région de Kherson occupée, meurt dans un accident de voiture près de Henitchesk.
Sergueï Choïgou, ministre russe de la Défense, ordonne le retrait des forces russes de la rive droite du fleuve Dnipro de la ville et de la région ukrainienne de Kherson,.

Oblast de Kherson sous contrôle ukrainien en jaune, territoire occupé par la Russie en rouge et territoire occupé par la Russie puis récupéré par l'Ukraine en cyan.

### 10 novembre
Selon le chef d'état-major américain, le général américain Mark A. Milley, « 100 000 soldats russes ont été tués ou blessés en Ukraine ajoutant que les pertes étaient probablement du même ordre côté ukrainien ».
Mykhaïlo Podoliak craint que la Russie « veuille faire de Kherson une ville de la mort ». Selon lui, « l'armée russe mine tout ce qu'elle peut : appartements, égouts.... L'artillerie russe qui s’est réfugiée sur la rive gauche projette de transformer la ville en ruine ».
Selon Emmanuel Grynszpan, journaliste au Monde, « l'armée russe va sans doute, au minimum, miner massivement la zone évacuée, pour imposer un coût humain élevé aux forces ukrainiennes. Certains experts militaires parlent de parachutistes, d'unités d’élite, déguisés en civils et postés dans des immeubles de Kherson pour ouvrir le feu sur les troupes ukrainiennes libérant la ville, afin aussi de présenter ces combats comme une guérilla prorusse. Ce dernier point n’est qu'une hypothèse à l'heure actuelle. ».

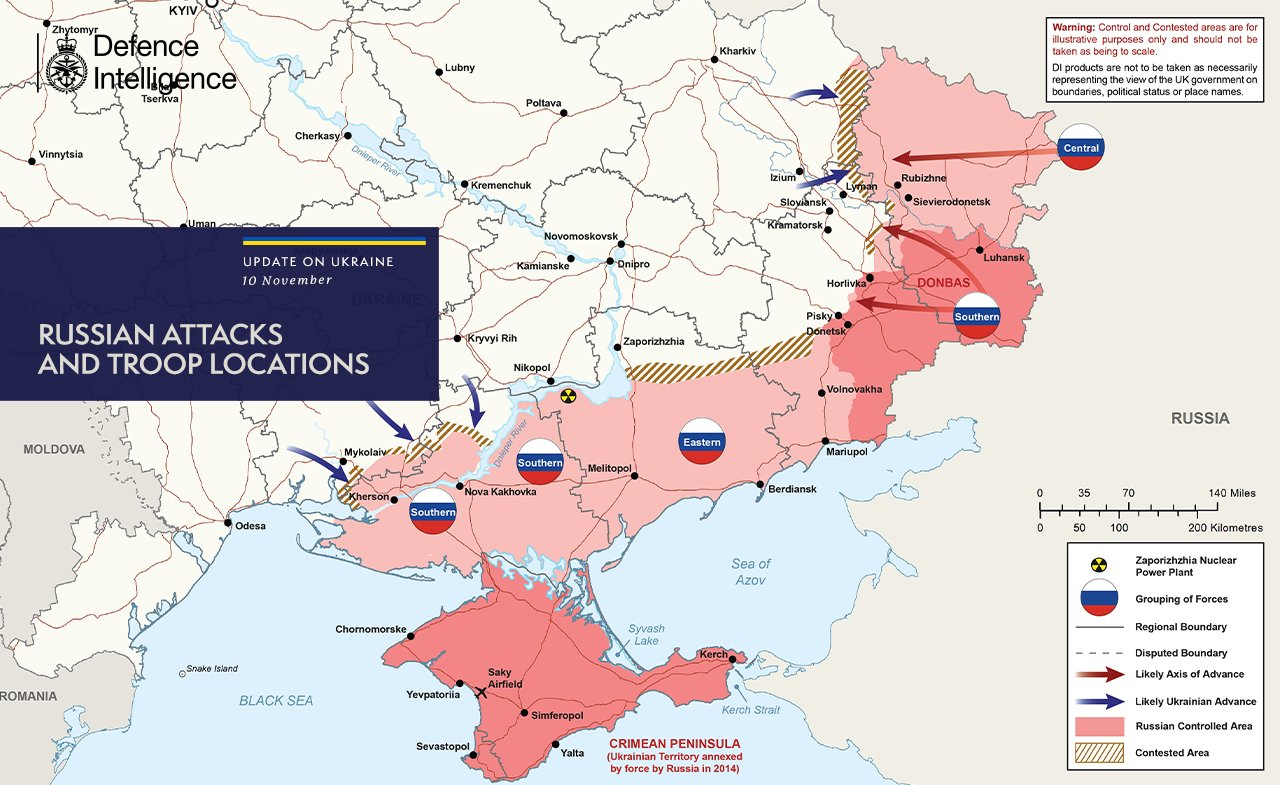
Situation au 10 novembre 2022
- Champs jonchés d'entonnoirs dans la région de Kharkiv

### 11 novembre
Le ministère de la défense russe indique : « avoir achevé le retrait de plus de 30 000 militaires russes et près de 5 000 unités d'armements et de véhicules militaires ont été retirés de la région de Kherson. ».
Selon le ministère de la défense ukrainien l'armée ukrainienne est entrée dans Kherson, après le retrait des forces russes.
Le Premier ministre de Russie, Mikhaïl Michoustine, a signé une motion autorisant le ministère de la Justice à partir du 1er décembre à publier sur Internet les données personnelles des personnes identifiées comme «agents étrangers». Les données personnelles comprennent entre autres le nom complet, les données de la carte d'identité et l'adresse résidentielle. Cette liste comprend également des personnes «influencées de l'étranger»,,.
Le groupe Atech revendique une action contre l'hôpital et la maternité de Simféropol où il aurait éliminé trente soldats russes qui y étaient soignés.

### 12 novembre
En raison de la rapidité du retrait des forces russes, annoncé le 9 novembre dernier, le ministère de la défense du Royaume-Uni suppose que « Le processus de retrait avait probablement déjà commencé dès le 22 octobre 2022, lorsque des représentants installés par les Russes à Kherson ont exhorté les civils à quitter la ville. Il est tout à fait possible que des équipements et des forces militaires russes en tenue civile aient été évacués en même temps que les 80 000 civils déclarés évacués au cours des dernières semaines ».
L'Institut pour l'étude de la guerre indique : « les images par satellite corroborent les déclarations faites par des sources ukrainiennes et russes selon lesquelles les troupes russes ont détruit le pont ferroviaire et routier Antonivska, situé près de Kherson, le pont-barrage de Nova Kakhovka, situé à l'est de la ville, sur le Dnipro, et le pont Darivka, au nord-est, sur la rivière Inhoulets, dans une dernière tentative de bloquer les avancées ukrainiennes vers le centre de l'oblast de Kherson occupé. L’imagerie par satellite géolocalisée montre également que les troupes russes ont préparé les premières et deuxièmes lignes de défense au sud du fleuve Dnipro, et qu'elles poursuivront probablement leurs efforts pour consolider leurs positions sur la rive gauche dans les jours à venir. ».
Le 20 octobre dernier, le Président Volodymyr Zelensky avait accusé les Russes d’avoir « miné le barrage de la centrale hydroélectrique de Kakhovka. » Les autorités d’occupation russes de Kherson avaient alors démenti tout minage du barrage de Kakhovka.
D'intenses combats continuent dans l'oblast de Donetsk, notamment près de Bakhmout, Avdiïvka et Novopavlivka (uk).
| Pertes au 12 novembre 2022 | Pertes au 12 novembre 2022                             | Pertes au 12 novembre 2022 |
| Russie et alliés (7 808)   | Équipements                                            | Ukraine et alliés (2 213)  |
| -------------------------- | ------------------------------------------------------ | -------------------------- |
| 1 471                      | Chars                                                  | 348                        |
| 698                        | Véhicules blindés de combat                            | 192                        |
| 1 694                      | Véhicules de combat d'infanterie                       | 357                        |
| 262                        | Véhicules blindés de transport de troupes              | 181                        |
| 42                         | Véhicules blindés de haute protection contre les mines | 21                         |
| 165                        | Véhicules de transport de troupes                      | 213                        |
| 190                        | Postes de commandement et postes de communication      | 7                          |
| 243                        | Véhicules et équipements du génie                      | 32                         |
| 29                         | Systèmes de missiles antichars automoteurs             | 20                         |
| 25                         | Mortiers lourds                                        | -                          |
| 78                         | Véhicules et équipements de soutien d'artillerie       | 18                         |
| 128                        | Pièces d'artillerie remorquée                          | 73                         |
| 266                        | Artillerie automotrice                                 | 78                         |
| 149                        | Lance-roquettes multiples                              | 32                         |
| 15                         | Canons antiaériens                                     | 4                          |
| 21                         | Canons antiaériens automoteurs                         | 3                          |
| 80                         | Systèmes de missiles sol-air                           | 64                         |
| 18                         | Radars et équipements de communication                 | 31                         |
| 19                         | Moyens de brouillage radar                             | 1                          |
| 63                         | Aéronefs                                               | 55                         |
| 57                         | Hélicoptères                                           | 22                         |
| 148                        | Drones de combat                                       | 50                         |
| 6                          | Trains logistiques                                     | -                          |
| 1 942                      | Camions, autres véhicules dont tout-terrain            | 392                        |
| 12                         | Navires de guerre                                      | 21,                        |

### 13 novembre
Evgueni Prigojine patron des mercenaires du groupe Wagner confirme l'exécution d’un de ses ex-membres accusé de désertion. Une vidéo publiée par des comptes Telegram, proches de Wagner, montre un homme, le crâne scotché à un bloc de pierre, être frappé à la tête avec une masse. Il s'agirait de Evguéni Noujine (un prisonnier qui avait été recruté dans une colonie pénitentiaire russe,), un soldat du groupe qui s'était rendu spontanément à l'armée ukrainienne, et qui a été repris par les Russes. Présentant cette vidéo, Prigojine explique : « Dans ce spectacle, on voit que cet homme n'a pas trouvé son bonheur en Ukraine, mais qu’il a rencontré des personnes peu aimables mais justes. C'est un magnifique travail de réalisation, cela se regarde d’une seule traite. J’espère qu'aucun animal n'a été blessé lors du tournage,. »

### 14 novembre
Des unités des forces spéciales ukrainiennes, qui seraient partis d'Ochakiv, auraient débarqué dans la péninsule de Kinbourn après le retrait des troupes russes, ils seraient parvenus jusqu'à Heroïske, limite de l'oblast de Kherson.
L'armée russe affirme avoir pris Pavlivka, situé dans l'oblast de Donetsk.

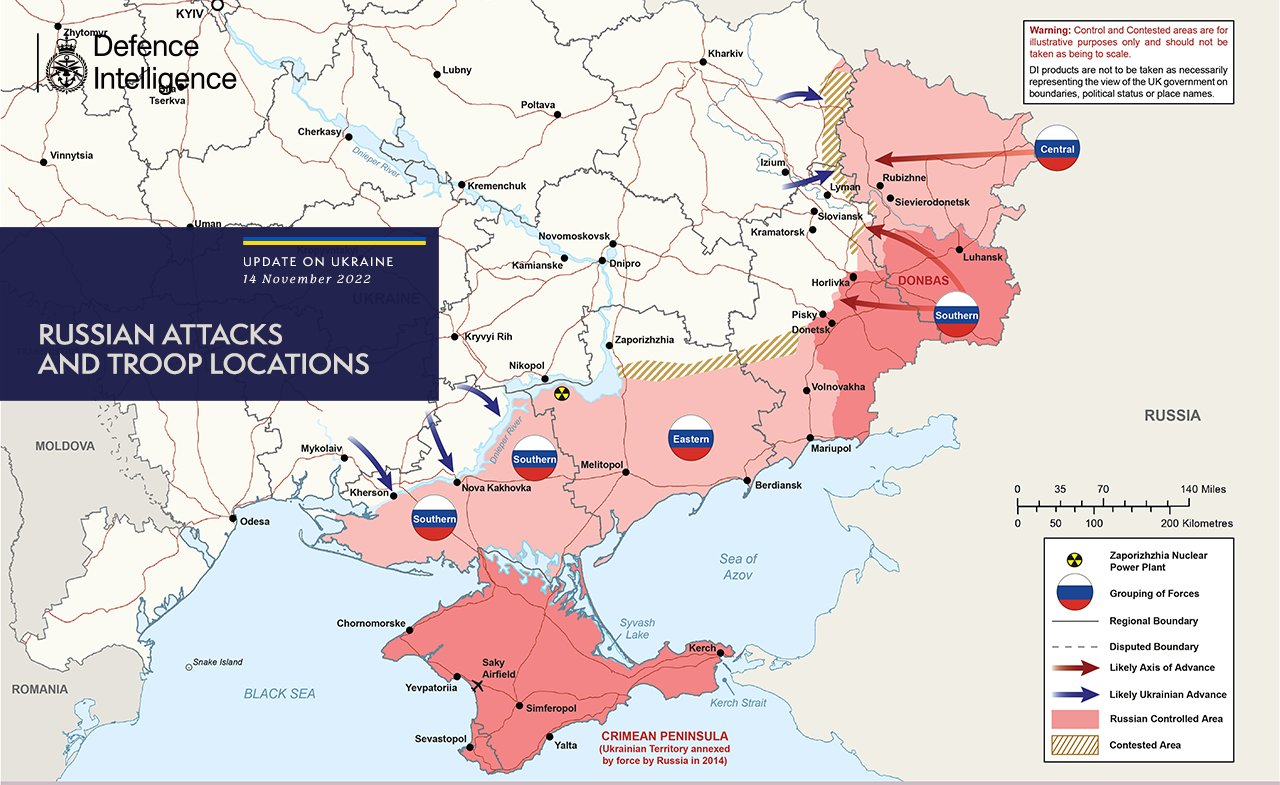
Situation au 14 novembre 2022

### 15 novembre
L'état-major de l'armée ukrainienne affirme que depuis le début de la guerre, « environ 82 080 militaires russes ont été liquidés ainsi que 2 861 chars, 1 850 systèmes d'artillerie, 208 systèmes de défense antiaérienne et 393 lance-roquettes multiples automoteurs et blindés, 278 avions, 261 hélicoptères, 1 511 drones, 399 missiles de croisière, 4 351 véhicules et réservoirs de carburant et 160 pièces d'équipement spécial ont été détruits. Il indique également avoir tué plus de 700 militaires russes lors des combats de la dernière journée ».
Le Président Volodymyr Zelensky indique qu'une centaine de missiles ont été tirés par l'armée russe « principalement sur des infrastructures énergétiques » des villes de Lviv, Kyïv, Kharkiv, Rivne, Krementchouk, Khmelnytskyï, Jytomyr, Soumy.... provoquant des coupures d’électricité en Moldavie.
Selon les médias polonais, un missile russe a tué deux personnes à Przewodów, en Pologne, situé près de la frontière ukrainienne, à 70 kilomètres de la grande ville ukrainienne de Lviv,. La Russie qualifie ces informations de « provocation délibérée ». L'incertitude demeure sur l'origine de ce missile, entre possible tir de la défense antiaérienne ukrainienne ou fragment de missile russe pulvérisé en vol.
L'autorité d'occupation russe dit avoir quitté Nova Kakhovka, dans l'oblast de Kherson,.

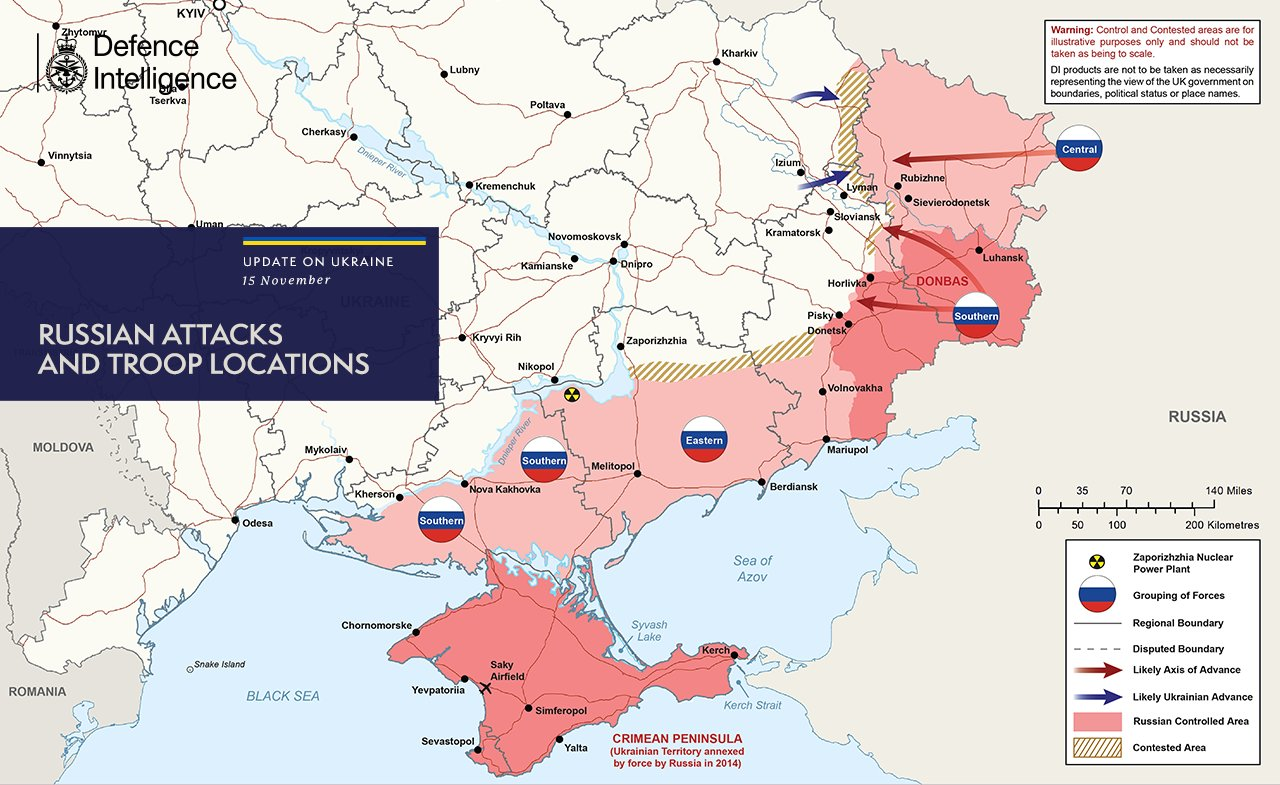
Situation au 15 novembre 2022

### 16 novembre
Selon Andrey Klychkov (en) gouverneur de la région d'Orel, un drone ukrainien aurait fait exploser un dépôt de carburant à Stalnoï Kon (ru), près d'Orel,,.

### 17 novembre
L'artillerie ukrainienne bombarde les dépôts russes de munitions.
Le service de sécurité de l'Ukraine annonce la découverte de « chambres de torture des occupants russes » à Kherson.
Plusieurs régions d'Ukraine, dont celles Dnipropetrovsk et d'Odessa, subissent une nouvelle vague massive de bombardements russes,.
La journaliste Olga Romanova fondatrice de l'ONG « Sidjaschtschaja » (La Russie derrière les barreaux) affirme que « Quatre-vingt-dix-neuf pour cent des prisonniers russes recrutés directement par Evgueni Prigojine, patron des mercenaires du groupe Wagner, périssent. Les détenus sont placés en première ligne des combats. Sur la première fournée de détenus envoyés au front en juin, soit 500 prisonniers, seuls deux sont encore en vie ».

### 18 novembre
Sergueï Axionov, le gouverneur installé par Moscou après l’annexion de cette péninsule ukrainienne, en 2014 indique que la Russie effectue des travaux de fortification dans la péninsule de Crimée annexée.
Sergey Khlan, un responsable local ukrainien de Kherson annonce : « Le premier trajet aura lieu aujourd'hui (vendredi) à 22 h 14 [21 h 14, heure à Paris] depuis la capitale, et arrivera demain (samedi) autour de 9 heures [8 heures, heure à Paris] à Kherson ».
La Finlande a présenté un plan détaillé prévoyant la construction d’une barrière pour renforcer la sécurité de la frontière avec la Russie, sous tension depuis l'invasion de l'Ukraine. Surmontée de barbelés, cette clôture de trois mètres de haut doit être construite sur une zone couvrant 200 kilomètres le long d’une route.
Denys Chmyhal premier ministre d'Ukraine déclare : « près de la moitié de notre système énergétique a été mis hors d’état de fonctionner ». Le Président Volodymyr Zelensky a ajouté : « la situation difficile de l'approvisionnement énergétique persiste dans dix-sept oblasts au total et dans la capitale ».

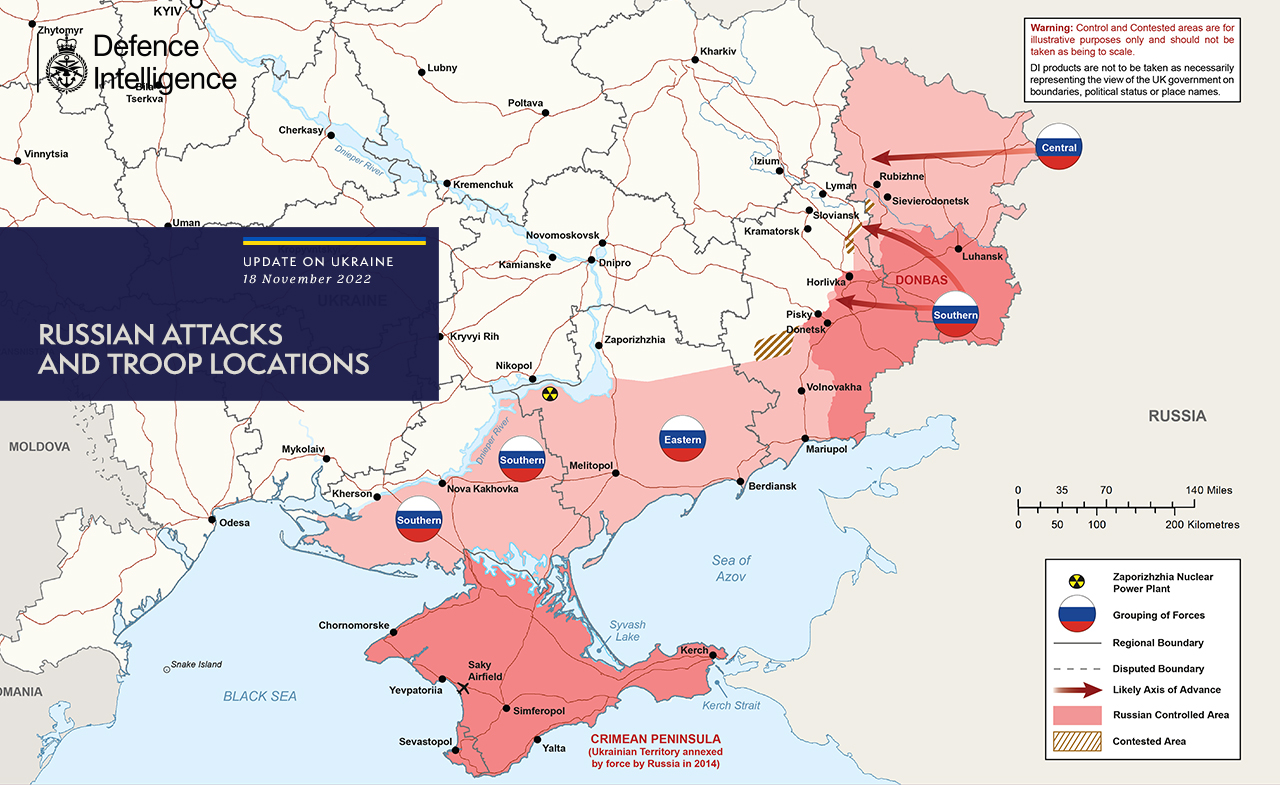
Situation au 18 novembre 2022

### 19 novembre
Selon Institute for The Study of War (ISW), la Russie préparerait en secret, une nouvelle mobilisation pour renforcer ses troupes au combat en Ukraine.
Une liste de collaborateurs qui ont servi dans la police des occupants a été découverte à Kherson. Ceux-ci avaient comme nom de code « Dukalis, Cobra, Joker, Tueur, Marchand, Mat, Vano... ».

### 20 novembre
L’agence nucléaire ukrainienne, Energoatom, accuse la Russie d'avoir bombardé le site de la centrale nucléaire de Zaporijjia : « Ce matin du 20 novembre 2022, à la suite de nombreux bombardements russes, au moins 12 frappes ont été enregistrées sur le site de la centrale nucléaire de Zaporijjia. La Russie organise une fois de plus un chantage nucléaire et mettre le monde entier en danger ».
Dans le même temps, la Russie accuse les forces ukrainiennes d'avoir procédé à de nouveaux bombardements contre la centrale, tout en assurant que le niveau de radiation y restait « conforme à la norme ». « Le régime de Kiev ne cesse pas les provocations afin de créer la menace d'une catastrophe à la centrale nucléaire de Zaporijia » » a-t-elle annoncé.
Dans une déclaration télévisée, le Président Volodymyr Zelensky a indiqué : « Les combats les plus féroces se déroulent dans la région de Donetsk. Et s'il y a eu moins d'attaques aujourd'hui à cause de la dégradation de la météo, l'intensité des bombardements russes demeure élevée. Dans la région de Louhansk, nous avançons lentement tout en combattant. Pour l’heure, il y a eu près de 400 tirs d’artillerie dans l'est depuis le début de la journée ».

### 21 novembre
Dans le Donbass, les habitants de Bakhmout sont sous un déluge de feu de l'artillerie russe.

### 22 novembre
Au 272e jour de l'invasion de l'Ukraine par la Russie, les forces armées ukrainiennes évaluent les pertes russes à environ 85 000 soldats tués au combat, dont 400 au cours de la dernière journée (Bakhmout et Lyman), et estiment les pertes d’équipements militaires à 2 895 chars, 1 882 systèmes d'artillerie, 209 systèmes de défense aérienne, 395 lance-roquettes multiples, 278 avions, 261 hélicoptères, 1 537 drones, 480 missiles de croisière, 16 navires, 4 393 véhicules et camions citernes et 161 pièces d’équipement spécial.
Le gouverneur installé par Moscou de la région administrative de Sébastopol indique que la défense antiaérienne russe avait abattu deux drones ukrainiens près de la centrale électrique de Balaklava.
Des combats sont en cours entre Ukrainiens et Russes sur la péninsule de Kinbourn.

### 23 novembre
Les Russes bombardent une clinique et un immeuble, faisant deux morts, dans la région de Kharkiv.
Le ministère de la Défense britannique indique que la Russie avait probablement épuisé son stock de drones iraniens, puisque « aucune frappe de ces drones n’a publiquement été signalée depuis le 17 novembre. ».
Le ministère de la guerre ukrainien indique que 70 missiles de croisière ont été tirés sur l'Ukraine, sur la seule journée du 23 novembre, dont 51 auraient été abattus. Ces missiles auraient été effectués avec dix avions et deux « bateaux lance-missiles depuis la mer Noire, qui indique d'autre part, que « cinq drones suicide Lancet ont été détruits dans le sud du pays. ».

### 24 novembre
Le ministère de l'énergie ukrainien indique : « Après les bombardements massifs d'hier, les employés du secteur énergétique ont pu reconnecter trois centrales nucléaires au réseau électrique dans la matinée ».

### 25 novembre
Bombardement russe sur Kherson
L'Allemagne va reconnaître l'Holodomor, la famine ukrainienne des années 1930, comme un « génocide », mais pas la France.

### 26 novembre
La Russie a tiré onze missiles et mené sept attaques aériennes dans les régions de Kharkiv, Donetsk et Zaporijjia

### 27 novembre
L'ISW (Centre national de la résistance d'Ukraine) (uk) indiquent que : « La Russie organiserait des déplacements d’enfants ukrainiens vers son territoire, sous couvert de programmes de réadaptation médicale et de programmes d'adoption ». Il explique également que « des examens médicaux de quinze mille enfants âgés de 2 à 17 ans et a constaté que 70 % des enfants (10 500) avaient besoin de soins médicaux spéciaux qui exigent qu’ils soient renvoyés en Russie pour y être soignés. ».
Le ministère de la défense britannique indique qu'une percée russe, autour des villes de Pavlovka et de Vouhledar dans le centre de l'oblast de Donetsk est peu probable.

### 28 novembre
La porte-parole du commandement sud de l'armée ukrainienne, Natalia Houmeniouk, affirme que la « présence d'un croiseur lance-missiles qui embarque huit missiles de type Kalibr ». Selon la marine ukrainienne, 11 navires de combat russes dont ce lance-missiles se trouvent actuellement en mer Noire, au large de l'Ukraine, ainsi que plusieurs autres en mer d'Azov et en mer Méditerranée, pour un total de 76 ogives pouvant être tirées.
Le ministre de la défense ukrainien, Oleksii Reznikov, affirme que « la Russie a tiré plus de 16 000 missiles contre l'Ukraine, ajoutant que 97 % des cibles sont des civils. » Ce chiffre est invérifiable.
Depuis le début de l'invasion russe, le site Oryx dresse un inventaire des pertes matérielles russes en Ukraine, sur la base de photos ou vidéos recueillies sur le champ de bataille, mais aussi une liste du matériel livré par les alliés de l'Ukraine qui a été détruit.
Selon des estimations, Moscou contrôlait, en mars, 25 % du territoire ukrainien, contre environ 15 % au 28 novembre.

### 29 novembre
La porte-parole du commandement sud de l'armée ukrainienne, Nataliya Gumenyuk signale « des combats difficiles sur la pointe de Kinbourn, un bout de terre niché à la pointe de la rive gauche du Dnipro, au sud de Mykolaïv ».

### 30 novembre
Un dépôt de pétrole est en feu dans le quartier de Sourajski à Briansk située à 150 kilomètres de la frontière avec l'Ukraine, dans la région russe de Briansk.
La Biélorussie annonce la mort de « façon subite » de son ministre des affaires étrangères, Vladimir Makeï.
Le ministère de la défense russe revendique « la libération les localités de Bilohorivka et Perche Travnia à la suite d'actions offensives, de l'armée russe ». Le premier village est situé à environ 25 kilomètres au nord de Bakhmout, et le second à une vingtaine de kilomètres au sud.

### Décembre 2022
Pour les événements suivants, voir Chronologie de l'invasion de l'Ukraine par la Russie (décembre 2022).